# Medina (Minnesota)
Medina ist eine Stadt im Hennepin County  im US-Bundesstaat Minnesota. Das U.S. Census Bureau hat bei der Volkszählung 2020 eine Einwohnerzahl von 6.837 ermittelt. 

## Geografie
Medina befindet sich im Zentrum des Hennepin County. Der Minnesota State Highway 55 dient als Hauptverkehrsstraße. Weitere Routen sind die County Roads 19 und 24. Die Stadt Loretto ist vollständig von der Stadt Medina umschlossen; Loretto befindet sich in der nordwestlichen Ecke von Medina.

## Geschichte
Die ersten europäischstämmigen Siedler kamen 1853 nach dem Treaty of Traverse des Sioux in die Gegend. Am 11. Mai 1858 wurde die Stadt nach der heiligen Stadt Medina, im heutigen Saudi-Arabien, benannt, die in diesem Jahr in den Nachrichten war.

## Demografie
Nach der Volkszählung von 2010 lebten in Medina 4892 Menschen in 1702 Haushalten. Auf die Fläche der Stadt verteilt befanden sich 1780 Wohneinheiten, das entspricht einer mittleren Dichte von 69,9 Einheiten pro km². Die Bevölkerung teilte sich auf in 94 % Weiße, 1 % Afroamerikaner, 0,1 % indianischer Abstammung, 3,2 % Asiaten, 0,4 % Sonstige und 1,3 % mit zwei oder mehr Ethnizitäten. Hispanics machten 1,2 % der Bevölkerung von Medina aus.

## Söhne der Stadt
- Ryan Saunders (* 1986), Basketballtrainer und -Spieler
- Caden Clark (* 2003), Fußballer